# Botanični vrt, Montpellier
Jardin des plantes de Montpellier je zgodovinski botanični vrt in arboretum velikosti 46.460 m², ki leži ob Boulevard Henri IV, v Montpellieru, v departmaju  Hérault, v regiji Oksitanija, Francija. Vzdržuje ga Université Montpellier 1 in je odprt za javnost.
Od leta 1992 je vpisan na seznam zgodovinskih spomenikov Francije.
Vrt je bil ustanovljen leta 1593 s patentom kralja Henrika IV. v korist Pierra Richerja de Bellevala, profesorja botanike in anatomije, doktorja medicine, ki mu je zaupal skrb za njegovo ustvarjanje, tako da je določil načine njegovega vzdrževanja in prihodnjega upravljanja. Bil je namenjen poučevanju botanike študentom medicine na fakulteti v Montpellieru. Je najstarejši botanični vrt v Franciji, ki ga je navdihnil Orto botanico di Padova (1545) in je bil vzornik pariškega Jardin des plantes (1626).
Opremljen je tudi z opremo, potrebno za aklimatizacijo ali zaščito krhkih rastlin (prvi rastlinjak leta 1757, oranžerija leta 1804, zimski vrt leta 1887, ...). V vojnah (zlasti v letih 1622 in 1943), je bil delno uničen na južnem delu.
V najstarejšem delu vrta ježi Montagne de Richer, ki zdaj vsebuje tudi sistematičen vrt. Vrt je bil v 19. stoletju dvakrat razširjen. Njegovo oranžerijo je zasnoval Claude-Mathieu Delagardette (1762–1805) in jo dokončal leta 1804. Arboretum je bil urejen leta 1810, angleški park z vodnjakom in rastlinjakom pa leta 1859. Monumentalni rastlinjak Martins je bil odprt leta 1860.
Danes je v vrtu približno 2680 rastlinskih vrst, od tega 500 domačih iz sredozemske regije. Od teh približno 2000 vrst gojijo na prostem, 1000 pa pod steklom. Glavni deli vrta so naslednji:
- Montagne de Richer - zbirka brškinovk (Cistaceae) – zelišče domorodno v sredozemski regiji
- Sistematičen vrt - rastline, razvrščene po sistemu Bentham & Hooker, 1883, ki jih je dopolnil Elias Durand, 1887.
- Zdravilne rastline - približno 250 rastlin tradicionalnih mediteranskih zdravilnih zelišč
- Sukulente - približno 50 vrst
- Oranžerija in hladen rastlinjak - približno 110 vrst
- Palme - 9 sort, vključno z Brahea armata in Butia capitata.
- Arboretum - drobni zreli primerki, vključno z Acer neapolitanum, Celtis sinensis, kafrovec (Cinnamomum camphora), cipresa Cupressus goveniana, debeloplodna cipresa (Cupressus macrocarpa), vednozelena cipresa (Cupressus sempervirens), hrasta Quercus calliprinos in  Quercus coccifera in japonska zelkova (Zelkova serrata). Še posebej velja izpostaviti moški dvokrpi ginko (Ginko biloba), posajen v poznem 18. stoletju.
- Rastlinjak - 423 vrst v treh prostorih, vključno s tropskim vrtom z velikim osrednjim bazenom za vodne rastline in dvema zmernima prostoroma. Zanimive so zbirke praproti, bromelijevke' in kukavičevke z dobrimi zbirkami iz Francoske Gvajane.
- Naturalizirane rastline - vključno z Delphinium requienii, Fumaria bicolor, Fumaria kralikii, Linaria reflexa, slezenovka Modiola caroliniana, razhudnikovka Salpichroa origanifolia, gabez (Symphytum orientale) in Stipa trichotoma.